# حاسوب بعيد
الحاسوب البعيد (بالإنجليزية: Remote Computer)‏ هو حاسوب لا يتطلب وصول المستخدم إليه بنفسهِ، ولكنه يستطيع الوصول إليه أو استخدامه عن طريق حاسوب أخر متصل بإحدى شبكات الحواسيب ويقوم بالتحكم به.
وتسمح برمجيات سطح المكتب البعيد لأي شخص بالتحكم في الحاسوب من حاسوب آخر، مما يسمح للمستخدم بتغيير أي شيء في الحاسوب الخطي والوصول لمحتويات الملفات كافة.
وتعتبر برمجيات سطح المكتب البعيد (Remote desktop) مجموعة من البرمجيات التطبيقية التي تعمل على منح الصلاحيات لحاسوب لإدارة حاسوب آخر أو مجموعة من الحواسيب الأخرى. وفي بعض الأوقات، تتحد برمجيات سطح المكتب البعيد مع تطبيقات إدارية أخرى؛ وفي أوقات أخرى، تكون هذه البرمجيات مستقلة بذاتها ولا تنفذ سوى ما تم إنشاؤها لتنفيذه. وقد تمت إتاحة هذه البرمجيات لكافة منصات الحواسيب.
ولا تتطلب برمجيات سطح المكتب البعيد سوى توصيل الحاسوب الرئيسي بالحواسيب الفرعية في نفس الشبكة. وتكون هذه الشبكة إما شبكة سلكية أو لاسلكية. وفي الشبكات السلكية، تكون الوصلات إما مباشرة أو عن طريق مسيرات. بينما الشبكات السلكية، فإنه يمكن تأسيسها باستخدام المسيرات أو شبكة الإنترنت.
بروتوكولات الحماية المتقدمة (Advanced security protocols) هي مجموعة من تضمينات الممارسة المعيارية المدرجة في برمجيات سطح المكتب البعيد، خاصةً في حال كون الشبكات لاسلكية و/ أو شبكات إنترنت. وتحتوي النسخ الأحدث من برمجيات سطح المكتب البعيد على بروتوكولات تشفير فئة 128 بت. بينما النسخ الأقدم كانت تحتوي على وسائل حماية ضعيفة البنيان. وفي حالة التعامل مع برمجيات سطح المكتب البعيد حتى وإن كانت التوصيلات سلكية، فإنه يتوجب عليك تشغيل بروتوكولات حماية متقدمة إضافية. وإن لم تفعل فأنت معرض للقرصنة.
عند إدخال المدير (administrator) لكلمة المرور الصحيحة، فإن برمجيات سطح المكتب البعيد تمكن المدير من الوصول إلى الحاسوب الهدف. ومن ثم يمكن إجراء كافة الأوامر مثل الرفع والتحميل ونقل الملفات وصيانة البرمجيات. وفي الواقع، فإن صيانة البرمجيات هي أكثر الاستخدامات شيوعًا لبرمجيات سطح المكتب البعيد. وغالبًا ما يقوم المدير بغلق أو إزالة البرمجيات المعطوبة أوتنصيب تحديثات للبرمجيات باستخدام برمجيات سطح المكتب البعيد. مما يؤدي إلى توفير الوقت المستغرق في انتقال المدير جسمانيًا إلى مكان الحاسوب الهدف وإدخال القرص المضغوط أو تحميل تحديثات البرمجيات يدويًا.
يظل الحاسوب الهدف بعد سيناريو سطح المكتب البعيد قادرًا على الوصول وأداء كافة وظائفه الجوهرية. كما أنه يمكن مشاركة العديد من الوظائف الجوهرية بين الحاسوب الهدف وحاسوب المدير مثل ذاكرة التخزين المؤقت الرئيسية. إضافة إلى امكانية بناء مميزات حماية معينة في بروتوكولات برمجيات سطح المكتب البعيد مثل عدم قدرة المدير على إزالة أو تغيير الملفات بدون إذن مسبق من مستخدم الحاسوب الهدف. وهناك وظيفة فرعية أخرى يمكن لهذا النوع من البرمجيات القيام بها، وهي السماح للمدير بإدارة التطبيقات الصوتية والمرئية على الجهاز الخارجي ومراقبة الحواسيب التابعة لحاسب المدير بالصوت والصورة.
كما تُوجد العديد من الأدوات التي تسمح بالوصول إلى الحاسوب عن بعد مثل نظام حوسبة الشبكة الافتراضية (VNC) ونظام الحاسوب الشخصي الخارجي (RemotePC) وبرنامج «لوج مي إن» (LogMeIn) وحزمة برمجيات مراقب الفريق (TeamViewer) وإلخ.
تعد مسائل الحماية من العوامل المهمة التي يجب مراعاتها عند اختيار أي مؤسسة لأنظمة الدعم عن بٌعد. وقد ولت الأيام التي كانت أمور الحماية فيها تنحصر على مستويات التشفير العالية. حيث تسمح حلول الدعم الخارجي الآمن حالياً، للمؤسسات بالتحكم المركزي في أي فعل يحدث ومعرفة المسؤول عن هذا الفعل، بالإضافة إلى مكان حفظ وتخزين المعرفة بعد نهاية كل عملية للدعم عن بعد ومن ثم توثيق كل ما يحدث.
أما بالنسبة للأنظمة التي تعمل في بيئات تحتاج إلى مطابقة والأمتثال إلى المتطلبات، فإن برمجيات الإدارة يجب أن تحتوي على أدوات ضبط حازمة لأمور الحماية.
ومن الضروري فحص وظائف برمجيات التحكم عن بعد التي تخدم المؤسسات التي تحتاج لأدوات شديدة الحماية تجتاز أي منصات أو أجهزة إلى جانب كونها قابلة للتطور بشكل كامل في أي بيئة، وسوف يساعد ذلك خبراء تكنولوجيا المعلومات في اختيار حلول التحكم عن بعد لزيادة إنتاجها ولكسب رضا المستهلك، بالإضافة إلى تعزيز مرونة مؤسسات تكنولوجيا المعلومات وتطوير ملفات تعريف المخاطر الخاصة بالشركة.

## اقرأ أيضا
- شبكة عالمية
- الإنترنت
- قشرة آمنة